# Culicoides longior
Culicoides longior är en tvåvingeart som beskrevs av Hagan och Reye 1986. Culicoides longior ingår i släktet Culicoides och familjen svidknott. Inga underarter finns listade i Catalogue of Life.